# Mick Mars
Mick Mars, właśc. Bob Alan Deal (ur. 4 maja 1951 w Terre Haute) – amerykański gitarzysta. Członek zespołu rockowego Mötley Crüe. On i basista, Nikki Sixx, grali nieprzerwanie w grupie od chwili jej powstania w 1981, ale niestety Mick Mars musiał odejść w 2022 roku, z powodów zdrowotnych. Zastąpił go John 5. Pomysłodawca nazwy „Mötley Crüe”.
W 2004 roku muzyk został sklasyfikowany na 46. miejscu listy 100 najlepszych gitarzystów heavymetalowych wszech czasów według magazynu Guitar World.
Od młodości cierpi na zesztywniające zapalenie stawów kręgosłupa.